# Punktefahren bei den Zentralamerika- und Karibikspielen
Seit 1938 (IV. Spiele in Panama-Stadt) wurden Wettbewerbe im Radsport im Rahmen der Zentralamerika- und Karibikspiele (Central American and Caribbean Games) veranstaltet. Das Punktefahren bei den Zentralamerika- und Karibikspielen war ab 1986 eine Disziplin, die dabei im Bahnradsport ausgetragen wurde und bis 2018 Bestandteil der Wettbewerbe war.

## Palmarès
- 1986  Peter Aldridge
- 1990  Félix López
- 1993  Jairo Giraldo
- 1998  Víctor Herrera
- 2002  Ferney Bello
- 2006  Richard Ochoa
- 2010  Augusto Sánchez
- 2014  Weimar Roldán
- 2018  Ignacio Sarabia Díaz